# Олієво-Королівська сільська рада
| Олієво-Королівська сільська рада — орган місцевого самоврядування у Городенківському районі Івано-Франківської області з адміністративним центром у с. Олієво-Королівка. Водоймища на території, підпорядкованій даній раді: річка Лознівка. 31 липня 1952 р. Городенківський райвиконком під приводом попереднього злиття колгоспів у колгосп ім. Калініна рішенням № 368 ліквідував Олієво-Корнівську сільраду з приєднанням її до Олієво-Королівської сільради. Сільській раді підпорядковані населені пункти: - с. Олієво-Королівка — населення 1 161 ос.; площа 21,819 км²; засн. в 1610 році. - с. Новоселівка — населення 148 ос.; площа 0,350 км²; засн. в XVIII ст. (колиш. назва Владиполь). - с. Олієво-Корнів — населення 483 ос.; площа 6,000 км²; засн. в 1461 році. |

## Склад ради
Рада складається з 16 депутатів та голови.

### Керівний склад ради
| ПІБ                     | Основні відомості                                                             | Дата обрання | Дата звільнення |
| ----------------------- | ----------------------------------------------------------------------------- | ------------ | --------------- |
| Яцків Микола Михайлович | Сільський голова, 1957 року народження, освіта                                | 26.03.2006   | 31.10.2010      |
| Баран Петро Романович   | Сільський голова, 1957 року народження, освіта середня загальна, безпартійний | 31.10.2010   |                 |

Примітка: таблиця складена за даними джерела